# Wikientij Chwojka

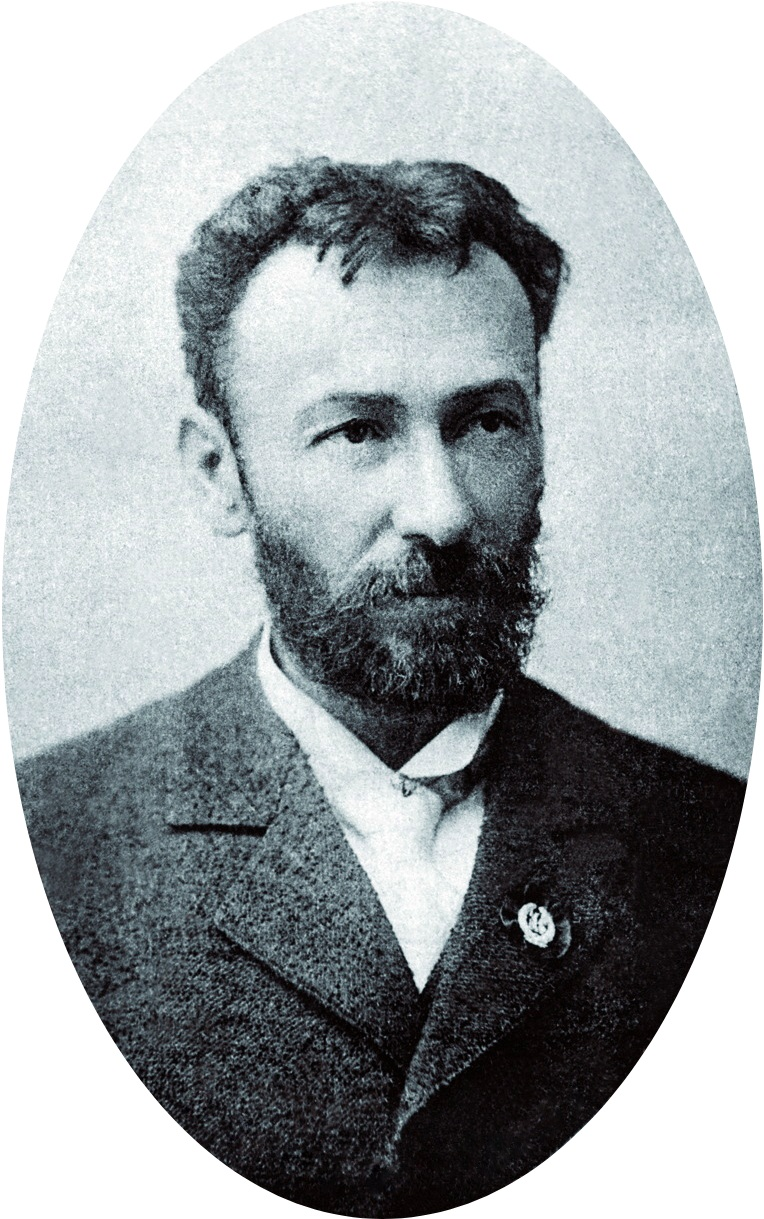
Wikientij Chwojka

Wikientij Wiaczesławowicz Chwojka (ros. Викентий Вячеславович Хвойка; czeski Vincent (Vincenc) Častoslav Chvojka; ur. 1850 w Semínie koło Kladrub w Czechach, zm. 7 października?/20 października 1914 w Kijowie) – ukraiński archeolog, z pochodzenia Czech.
W 1876 roku przybył do Kijowa, gdzie zamieszkał i rozpoczął pracę jako nauczyciel. Pod koniec XIX wieku odkrywał i prowadził studia nad kulturami paleolitu, neolitu, epoki brązu oraz epoki żelaza na obszarze dzisiejszej Ukrainy. Na podstawie badań przeprowadzonych w 1899 roku na cmentarzysku we wsi Zarubińce wyodrębnił utożsamianą z prasłowianami kulturę zarubiniecką. 
Zebrane podczas badań materiały z prac wykopaliskowych prezentowane są w muzeach historycznych na Ukrainie.